# DAMAC Heights
El DAMAC Heights es un rascacielos que está en Dubai Marina, Dubái. Es el segundo rascacielos que forma el conjunto de Height además de su hermano pequeño el Ocean Heights, de 310 m de altura. La torre tiene 88 plantas que se dedican a apartamentos, alcanza la altura de 335 metros y tiene una superficie de 90.000 m² aproximadamente. Este rascacielos quedará en un segundo lugar en Dubái, debido a la multitud de nuevos proyectos residenciales muy elevados que se están proponiendo en el emirato. El Marina 106 de 445 m es un ejemplo de la altura que tendrán los edificios residenciales más altos del mundo.

## Arquitectura y diseño
DAMAC Heights está situado en la zona superior y más densa de la Dubai Marina. Esta zona contiene más de 9 rascacielos de más de 300 metros y cerca de 10 de entre 200 m y los 300 m. El diseño incorpora elementos que embellecen las vistas y que dan la sensación de mayor espacio hacia las torres adyacentes. De acuerdo con los arquitectos de Aedas las formas curvas de la torre están centradas en dar las mejores vistas al mayor número de apartamentos.